# Райт, Джун
Дороти Джун Райт (англ. Dorothy June Wright, урождённая Хили англ. Healy) — австралийская писательница. В период с 1948 по 1966 год она написала шесть популярных криминальных романов, действие каждого из которых происходит в Мельбурне и его окрестностях. Она также написала множество статей для католических светских журналов, таких как The Majellan, Caritas и Scapular, а также для католической газеты «The Advocate». Свои личные воспоминания и семейную историю она записала в двух томах в 1994 и 1997 годах.

## Ранние годы и образование
Райт родилась в 1919 году в Мэлверне, штат Виктория, и получила образование в Мэлвернском колледже Килдара, Лорето Мандевиль-Холл, в Тураке. После окончания школы она некоторое время изучала коммерческое искусство в Мельбурнской технической школе, а затем работала телефонисткой на Центральной телефонной станции на Лонсдейл-стрит в Мельбурне, что легло в основу её первого романа «Убийство на телефонной станции». В 1941 году она вышла замуж за Стюарта Райта, бухгалтера. У них было шестеро детей: Патрик, Розмари, Николас, Энтони, Бренда и Стивен.

### Романы
- June Wright. Murder in the Telephone Exchange. — Hutchinson and Co. Publishers Ltd, 1948.. Reprinted 2014 by Dark Passage/Verse Chorus Press with an introduction by Derham Groves, ISBN 978-1-891241-37-6.
- June Wright. So Bad a Death. — Hutchinson and Co. Publishers Ltd, 1949. Reprinted 2015 by Dark Passage/Verse Chorus Press with an introduction by Lucy Sussex, ISBN 978-1-891241-45-1.
- June Wright. The Devil's Caress. — Hutchinson and Co. Publishers Ltd, 1953. Reprinted 2018 by Dark Passage/Verse Chorus Press with an introduction by Wendy Lewis. ISBN 978-1-891241-43-7.
- June Wright. Reservation for Murder. — John Long, 1958. Reprinted 1970 by Fleetways Library as Black Tulip Thriller Romances No 23. Reprinted 2020 by Dark Passage/Verse Chorus Press with an introduction by Derham Groves, ISBN 978-1-891241-40-6.
- June Wright. Faculty of Murder. — John Long, 1961. Reprinted 2022 by Dark Passage/Verse Chorus Press with an introduction by Lucy Sussex, ISBN 978-1-891241-41-3.
- June Wright. Make-up for Murder. — John Long, London, 1966.
- June Wright. Duck Season Death. — Dark Passage/Verse Chorus Press, 2015. — ISBN 978-1-891241-35-2. With an introduction by Derham Groves (previously unpublished).

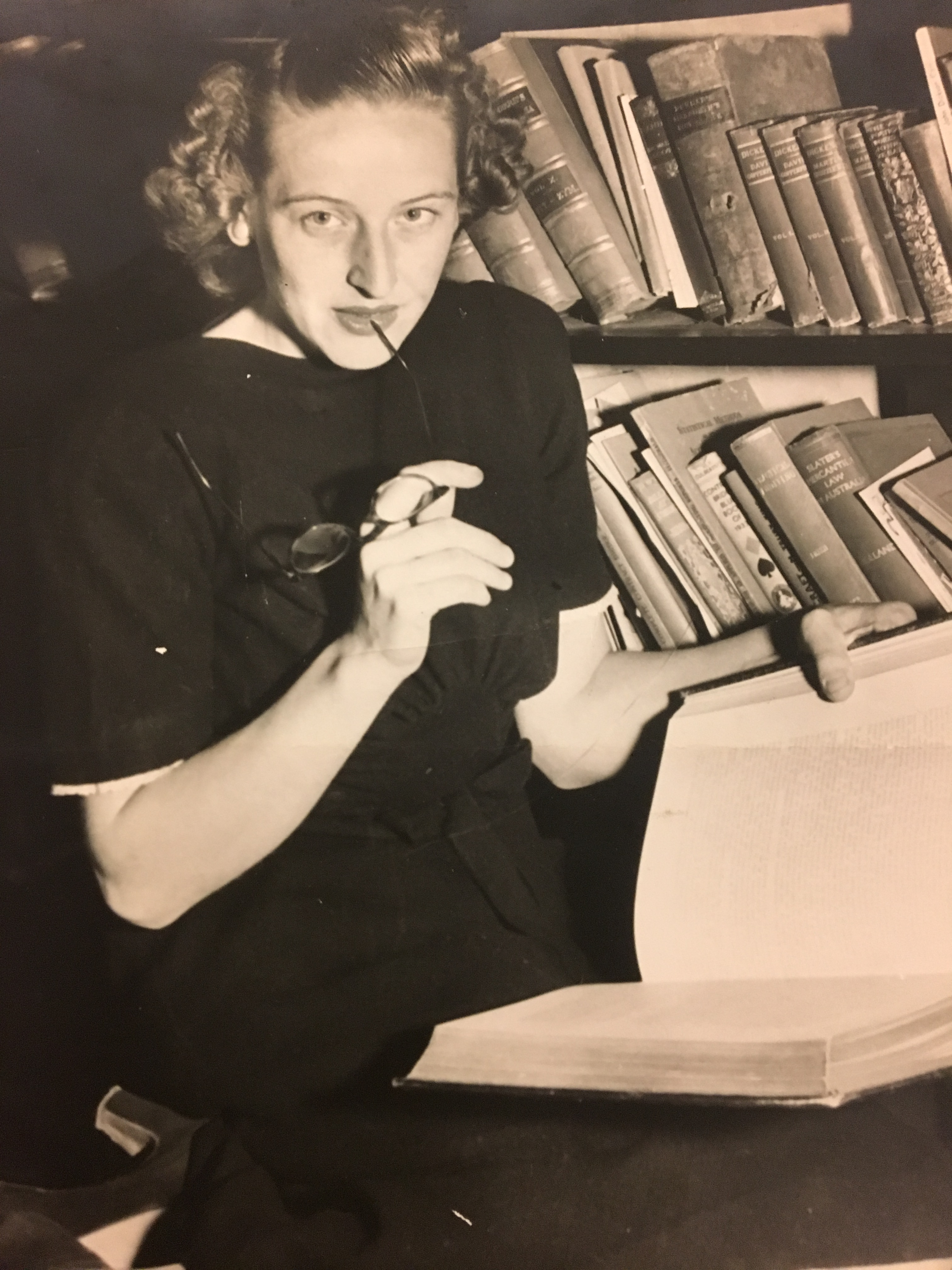
Джун Райт работает в своей библиотеке, 1952 год

### Рассказы
- June Wright. Mother Paul Investigates. — 1954. Included in the reprint edition of Reservation for Murder (2020).

### Нехудожественные произведения
- June Wright. The Eagle and the Stag. — 1994. — ISBN 0-646-235-710. Отчёт о результатах исследований Джун своей генеалогии.
- June Wright. Remembering Melbourne. — 1997. — ISBN 0-646-316-001. Личные мемуары.

### Сборники
- Wright, Patrick. The Collected Works of June Wright: Volume 1 & 2 Crime Fiction.. — 2014. — ISBN 978-0-9924729-0-0. Melbourne: The Estate of Dorothy June Wright (hardback)
- Wright, Patrick. The Collected Works of June Wright: Volume 3-5, Non-Fiction.. — 2014. — ISBN 978-0-9924729-1-7. Melbourne: The Estate of Dorothy June Wright (hardback)

## Постановки
Роман Джун Райт «Ласка дьявола» был адаптирован для сцены Венди Льюис, премьера состоялась в Сиднее в марте 2018 года.

## Джун Райт в популярной культуре
Работы Райт были представлены на библиотечной выставке Байе «Убийственный Мельбурн: праздник австралийской криминальной литературы», Мельбурнский университет (с 10 июня по 7 сентября 2008 г.). На выставке студенты-архитекторы разрабатывали новые суперобложки для книги Райт «Факультет убийств».
Книги Джун Райт также представлены на выставке «Highlights and Lowlifes» (с 29 июня по 31 августа 2015 года), выставке, посвящённой фондам австралийской коллекции детективной фантастики в библиотеке Фишера Сиднейского университета, на которой были представлены писатели-криминалисты XIX века, такие как Фергюс Хьюм («Тайна Хэнсом-кэб»); ранние романы Артура Апфилда о Бони; и менее признанные австралийские писательницы-криминалисты, такие как Эллен Дэвитт и Мэри Форчун, а также авторы XX века: Пэт Флауэр, Пэт Карлон, Марго Невилл и Джун Райт.